# Erika Menne
Erika Menne, geb. Mai-Rodegg (* 14. April 1908 in Berlin; † 6. Februar 1991) war eine hessische Politikerin (LDP/FDP) und Abgeordnete des 1. Hessischen Landtags von 1946–1950.

## Leben

### Kindheit und Ausbildung
Erika Mai-Rodegg war die Tochter des Schauspielers und Schriftstellers Gustav Mai-Rodegg (1885–1945) und der Annalise geborene Söchtig (1878–1918). Ihre Mutter starb 1918. Ihr Vater war viel auf Reisen und heiratete 1922 die Opernsängerin Marie-Helene Stein. Erika besuchte Lyzeen in Düsseldorf, Berlin und Neuss. Ab 1920 war sie in einem Kinderheim für Schauspielerkinder in Rotenburg ob der Tauber untergebracht, wo sie in der Höheren Töchterschule 1923 ihren Abschluss machte. Anschließend besuchte sie die wirtschaftliche Frauenschule der Herrnhuter Brüdergemeine in Neudietendorf bei Erfurt.

### Landwirtschaftsberaterin und Geflügelzüchterin
Nach ihrer Ausbildung arbeitete Erika Mai-Rodegg zehn Jahre lang als Geflügelzüchterin, Geflügelzuchtberaterin, Assistentin an der Lehr- und Versuchsanstalt Halle (Saale)-Cröllwitz und als Fachschriftstellerin tätig. Seit 1933 war sie Mitarbeiterin der Landwirtschaftskammer in Kassel und Mitarbeiterin auf dem Gebiet der landwirtschaftlichen Beratung in Korbach. So lernte sie auch den Geflügelzüchter Walter Menne kennen. Die beiden heirateten 1938 und bauten neben dem elterlichen Geflügelzuchtbetrieb von Walter Menne in Warburg einen Großbetrieb für Geflügelzüchtung in Wethen auf. Bis 1942 bekamen sie vier Töchter. Das Ehepaar Menne trat nicht in die NSDAP ein und war damit in einem Umfeld mit überwiegend nationalsozialistischer Gesinnung weitgehend isoliert – auch mit negativen wirtschaftlichen Folgen.

### Politikerin
Erika Menne trat kurz nach der Gründung 1945 der Liberal-Demokratischen Partei Hessen bei. Mit Unterstützung von Oskar Varnhagen und Fritz Catta wurde Menne als Kandidatin nominiert. Sie war politisch nicht belastet, durch ihre Lehr und Beratungstätigkeit unter der bäuerlichen Bevölkerung bekannt und war eine gute Rednerin. So gelang es ihr ein Direktmandat in ihrem Wahlkreis zu erringen.
Vom 1. Dezember 1946 bis zum 30. November 1950 war sie Mitglied des Hessischen Landtags (Wahlkreis VII), 1949 Mitglied der 1. Bundesversammlung.
Ein Schwerpunkt ihrer parlamentarischen Tätigkeit war das Engagement für die Belange der Landwirte und die Verbesserung der Versorgungslage der Bevölkerung in den Nachkriegsjahren. Ein zweiter Schwerpunkt war das Engagement für Frauen. Im Landtag engagierte sie sich mit den anderen weiblichen Abgeordneten gegen die Demontage einer Seifenfabrik, für gleiche Lebensmittelrationen wie Männer und dafür, dass auch Hausfrauen Zigaretten zugeteilt bekamen, was derzeit ein wichtiges Tauschmittel war. Menne war Gründerin und 1946 bis 1950 erste Vorsitzende des Frauenausschusses der LDP Groß-Hessen.  
1950 wurde Grete Kletke ihre Nachfolgerin in der LPD. 